# Norte Maranhense
Norte Maranhense è una mesoregione dello Stato del Maranhão in Brasile.

## Microregioni
È suddivisa in 6 microregioni:
- Aglomeração Urbana de São Luís
- Baixada Maranhense
- Itapecuru Mirim
- Lençois Maranhenses
- Litoral Ocidental Maranhense
- Rosário